# جورج لیون
جورج لیون (انگلیسی: George Lyon; ۲۷ ژوئیهٔ ۱۸۵۸ – ۱۱ مهٔ ۱۹۳۸) گلف‌باز اهل کانادا بود.
وی در مسابقات کشوری و بین‌المللی در مجموع برندهٔ ۱ مدال طلا شده‌است.